# 元江毛蕨
元江毛蕨（学名：Cyclosorus yuanjiangensis）为金星蕨科毛蕨属下的一个种。